# Phoxinus

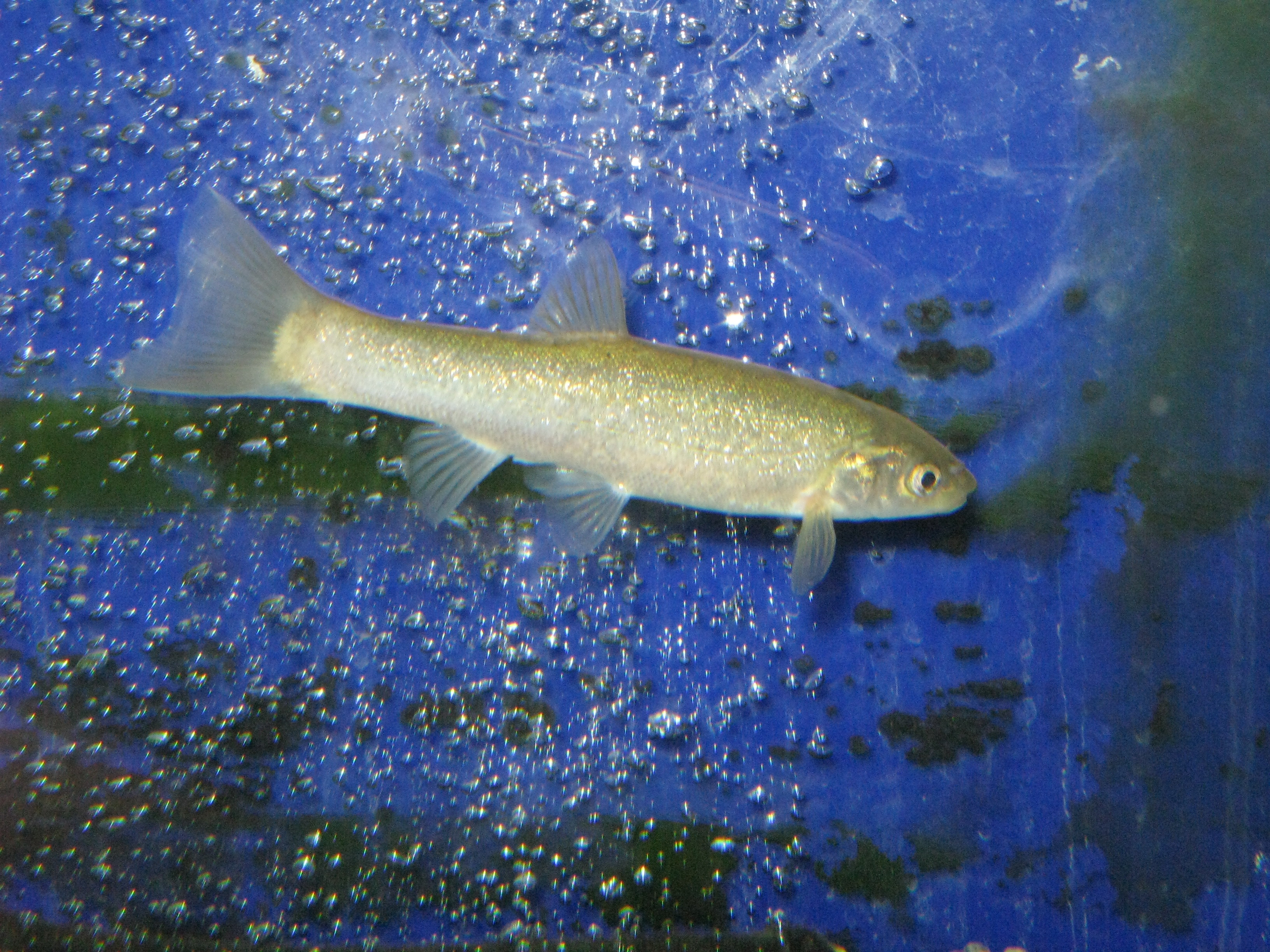
Phoxinus oxycephalus

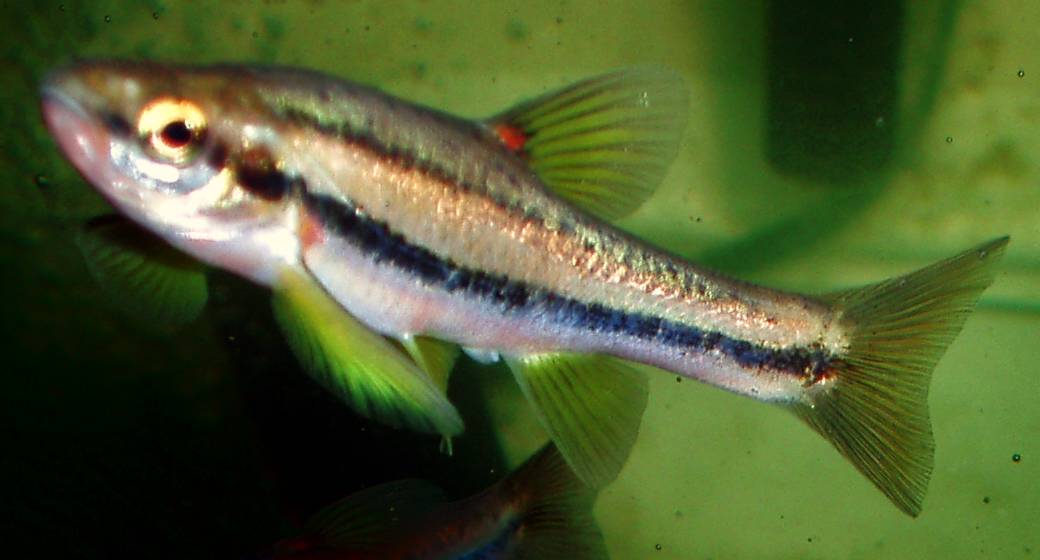
Phoxinus erythrogaster

El género Phoxinus son peces ciprínidos de agua dulce incluidos en el orden Cypriniformes, distribución cosmopolita por ríos de Asia, Europa y América del Norte.
Tienen el cuerpo alargado de pequeño tamaño, algunas especies de cierto valor comercial por su pesca o por su mantenimiento en acuario.

## Especies
Existen 24 especies agrupadas en este género:
- Género Phoxinus:
  - Phoxinus bigerri (Kottelat, 2007) - Foxino del Pirineo
  - Phoxinus brachyurus (Berg, 1912)
  - Phoxinus cumberlandensis (Starnes y Starnes, 1978)
  - Phoxinus czekanowskii (Dybowski, 1869)
  - Phoxinus eos (Cope, 1861)
  - Phoxinus erythrogaster (Rafinesque, 1820)
  - Phoxinus grumi (Berg, 1907)
  - Phoxinus issykkulensis (Berg, 1912)
  - Phoxinus jouyi
  - Phoxinus keumkang (Chyung, 1977)
  - Phoxinus kumgangensis (Kim, 1980)
  - Phoxinus lagowskii (Dybowski, 1869)
  - Phoxinus neogaeus (Cope, 1867)
  - Phoxinus oreas (Cope, 1868)
  - Phoxinus oxycephalus (Sauvage y Dabry de Thiersant, 1874)
  - Phoxinus oxyrhynchus (Mori, 1930)
  - Phoxinus percnurus (Pallas, 1814)
  - Phoxinus phoxinus (Linnaeus, 1758) - Pescardo o Piscardo
  - Phoxinus saylori (Skelton, 2001)
  - Phoxinus semotilus (Jordan y Starks, 1905)
  - Phoxinus septimaniae (Kottelat, 2007)
  - Phoxinus steindachneri
  - Phoxinus strymonicus (Kottelat, 2007)
  - Phoxinus tchangi (Chen, 1988)
  - Phoxinus tennesseensis (Starnes y Jenkins, 1988)
  - Phoxinus ujmonensis (Kashchenko, 1899)